# Route nationale 817
Pour les articles homonymes, voir Route 817.
La route nationale 817 ou RN 817 était une route nationale française reliant Beaugency à Baugé. À la suite de la réforme de 1972, elle a été déclassée en RD 917 dans le Loiret et en Loir-et-Cher, en RD 305 dans la Sarthe et en RD 817 en Maine-et-Loire.

## Ancien tracé de Beaugency à Baugé (D 917, D 305 & D 817)
- Beaugency
- Josnes
- Le Plessis-l'Échelle
- Marchenoir
- Saint-Léonard-en-Beauce
- Oucques
- Épiais
- Villetrun
- Coulommiers-la-Tour
- Vendôme
- Saint-Rimay
- Montoire-sur-le-Loir
- Saint-Quentin-lès-Trôo
- Trôo
- Saint-Jacques-des-Guérets
- Sougé
- Poncé-sur-le-Loir
- Ruillé-sur-Loir
- La Chartre-sur-le-Loir
- Marçon
- La Croix-de-Bonlieu, commune de Dissay-sous-Courcillon (on rencontre l'ex-RN 158, aujourd'hui RN 138)
- Château-du-Loir
- Vaas
- Le Lude
- Savigné-sous-le-Lude
- Baugé